# Sinkronizirano plivanje na OI 2016.
Sinkronizirano plivanje na OI 2016. u Rio de Janeiru održano je od 15. do 20. kolovoza u Centru za vodene sportove Maria Lenk. Nastupilo je ukupno 104 sportašice u dvije kategorije.

## Osvajači odličja
| Kategorija | Zlato | Srebro | Bronca |
| Duo        | Rusija Natalia Ishchenko Svetlana Romashina | NR Kina Huang Xuechen Sun Wenyan                                                                           | Japan Yukiko Inui Risako Mitsui                                                                                              |
| Tim        | Rusija Vlada Chigireva Natalia Ishchenko Svetlana Kolesnichenko Aleksandra Patskevich Svetlana Romashina Alla Shishkina Maria Shurochkina Gelena Topilina Elena Prokofyeva | NR Kina Gu Xiao Guo Li Li Xiaolu Liang Xinping Sun Wenyan Tang Mengni Yin Chengxin Zeng Zhen Huang Xuechen | Japan Aika Hakoyama Yukiko Inui Kei Marumo Risako Mitsui Kanami Nakamaki Mai Nakamura Kano Omata Kurumi Yoshida Aiko Hayashi |